# Vár
Vár è una dea della mitologia norrena. Appartenente alla stirpe degli Asi, di lei non si sa quasi nulla. Snorri Sturluson riferisce che Vár sancisce il rispetto dei giuramenti tra uomini e donne, vendicandosi di chi li rinnega. Più propriamente, è la dea dei patti d'amore, e viene difatti invocata come testimone nei matrimonî.
Snorri collega il suo nome al termine várar: "giuramenti". È molto più probabile, tuttavia, che "Vár" significhi "benevolente".